# Шерлаимова, Светлана Александровна
Светлана Александровна Шерлаимова (31 октября 1927, Красноярск — 18 октября 2019, Москва) — советский российский литературовед-богемист, доктор филологических наук, профессор, главный научный сотрудник Центра по изучению современных литератур Центральной и Юго-Восточной Европы Института славяноведения РАН, исследователь литератур стран Центральной и Юго-Восточной Европы, прежде всего чешской литературы, вопросов теории искусства и путей развития литературной критики.

## Биография
Родилась 31 октября 1927 года в Красноярске. В 1950 г. по окончании филологического факультета МГУ поступила в аспирантуру. В 1952 г. вступила в КПСС. В 1954 г. начала работать в Институте славяноведения и балканистики АН СССР. В 1955 г. защитила кандидатскую диссертацию «Революционная поэзия Станислава Костки Неймана». В 1973 году защитила в Институте славяноведения докторскую диссертацию «Чешская поэзия XX в., 20-30-е гг.». С 1975 г. возглавляла литературное подразделение Института славяноведения, занимающееся современной проблематикой — Центр по изучению современных литератур европейских социалистических стран (ныне — Отдел современных литератур Центральной и Юго-Восточной Европы).
Член Союза писателей СССР с 1978 г.
Муж — Ясен Николаевич Засурский (1929—2021), советский и российский литературовед, доктор филологических наук (1967), профессор (1968), декан (1965—2007) и президент (2007—2021) факультета журналистики МГУ. Заслуженный журналист Российской Федерации (2018).
Скончалась 18 октября 2019 года в Москве на 92-м году жизни. Кремирована на Хованском кладбище; прах был захоронен в колумбарии на Донском кладбище, в октябре или ноябре 2021 года перезахоронен на Троекуровском кладбище.

## Научная деятельность
В сферу научных интересов входила чешская и словацкая литература XX в. С. А. Шерлаимова являлась членом редколлегии и была одним из авторов «Очерков истории чешской литературы XIX—XX вв.» (1963), «Истории словацкой литературы» (1970).
В книге «Литература Пражской весны: до и после» (2002) рассматривается чешская литература 60-80-х годов XX века и её влияние на события «Пражской весны». Анализируются ключевые произведения Кундеры, Шкворецкого, Вацулика, Богумила Грабала, Владимира Парала, Когоута, Гавела, а также дискуссия и полемика этой эпохи.
Автор изучает формирование писательской оппозиции власти, исследует ранние признаки потепления — «поэзию будничного дня», театр абсурда по драматургии Вацлава Гавела, новую волну прозы о фашистской оккупации, влияние «пражской осени» 1968 на литературу, бытование темы «Пражской весны» в «нормализованной» прозе, ее отражение в альтернативной литературе, отдаленные последствия «пражской весны» в современной литературе.
В 2010-х годах в работах анализируется литературное наследие М. Кундеры и В. Гавела. Монография «Милан Кундера и его романная философия» (2014) посвящена творчеству чешского писателя конца XX — начала XXI века, одного из идеологов «Пражской весны». По мнению автора, Кундера создал оригинальный жанр «размышляющего романа». В эссе Кундера рассматривает роман как особый вид литературы, описывает его историю, поэтику и значение для современной эпохи. Шерлаимова анализирует все романы Кундеры, его теоретическую концепцию и особенности «романной философии».
В статье «Вацлав Гавел: драматург — диссидент — президент — драматург» (2012) прослеживается творческий путь последнего президента Чехословакии и первого президента Чехии от ранней пьесы «Праздник в саду» (1963) до последней — «Уход» (2007), написанной уже после отставки с поста президента, исследователь отмечает, что злободневная сатира в пьесах Гавела сочетается с приемами театра абсурда, виртуозным использованием языка и игры с классической традицией.

## Основные работы
- Станислав Костка Нейман: [Чешский поэт-коммунист]. М.: Изд-во Акад. наук СССР, 1959. 214 с.
- Иржи Волькер и новые пути чешской поэзии XX в. М.: Высшая школа, 1965. 91 с.
- Витезслав Незвал. М.: Высш. школа, 1968. 109 с.
- Формирование чешской марксистской критики // Формирование марксистской лит. критики в зарубежных слав. Странах. М., 1972.
- Чешская поэзия XX века (20-30-е гг.). М., 1973.
- Утверждение реального гуманизма: (Роман в соврем. лит. европ. соц. стран). М.: Общ-во «Знание» РСФСР, 1980. 44 с.
- Социалистический реализм: традиции и теория // Вопросы литературы. 1987. № 4. C. 255—260.
- Традиции разделяют и объединяют (Литературы Центральной и Юго-Восточной Европы в водовороте истории) // Вопросы литературы. 1989. № 11. C. 31-65.
- Философия жизни по Милану Кундере (Французские романы чешского писателя) // Вопросы литературы. 1998 № 1. C. 243—280.
- Литература «Пражской весны»: до и после. М.: ИСл РАН, 2002. 195 с.
- Чешский роман в свободном полете // Вопросы литературы. 2005 № 1. C. 22-64.
- Конструкт или реконструкция? Как писать историю литературы и как ее написали в Чехии // Вопросы литературы. 2012. № 3. C. 417—436.
- Вацлав Гавел: драматург — диссидент — президент — драматург // Славяноведение. 2012. № 5. С. 3-12.
- Милан Кундера и его романная философия. М.: Индрик, 2014. 268 с[7].